# Походы енисейских кыргызов в Восточный Туркестан
Походы енисейских кыргызов в Восточный Туркестан — серия завоевательных и разорительных походов енисейских кыргызов в Восточный Туркестан, начатые в 842 году и продолжавшиеся вплоть до XI века. Поводом для вторжения являлось отступление одной из групп разбитых в 840 году уйгуров в города-оазисы Восточного Туркестана. В результате этих походов, часть енисейских кыргызов переселилась в Восточный Туркестан.

## Предыстория
В 840 г. уйгуры были разбиты кыргызами в решающей битве под городом Хара-Балгас, после сражения Уйгурский каганат прекратил свое существование.
После поражения, различные группы уйгуров и других телесских племён начали стихийно бежать в разных направлениях. Уйгурский каганат распался на отдельные племёна. Однако данный вывод не подтверждается источниками которые свидельством о том что распад каганата происходил не по родо-племенному признаку, а по политическому. Так например представители одного и того же племени пугу оказались как и в южной группе уйгурских беженцев, так и в восточно-туркестанской.
Небольшая группа во главе с тегином Кэчжили бежала в Забайкалье; группа тегина Хучо бежала в южную Маньчжурию, где располагались племена киданей. Две группы мигрировало на юго-восток к границам империи Тан. Тринадцать уйгурских племён из состава бывшего каганского аймака, включая бывший правящий род Яглакар, объявила своим новым каганом тегина Уге. Группа племён во главе с вождями Буку, Чисинем, Наир Чуром и Ормуздом  кочевало отдельно. Группа племён во главе с князьями из рода Яглакар ушло в Принаньшанье, образовав там Ганчжоуское уйгурское идикутство. Другая группа племён обосновалась в долине р. Эдзин-Гол. Пятнадцать племён, включавших в себя уйгуров, эдизов, пугу и тонгра во главе с министром Сачжи, племянником китайского императора Пан-тегином и пятью его братьями Наньлу, Эфеном и другими бежало в Восточный Туркестан, создав там государство Кочо. Часть уйгуров и телесских племён бежало в западном направлении к кимакам вПрииртышье. Часть уйгуров и телесцев осталась в Монголии, перейдя на сторону кыргызов. Небольшая группа уйгуров была переселена кыргызами в Минусинскую котловину и Туву.

## История
После победы под Ордубалыком, кыргызский каган Ажо счёл уничтожение уйгурского государство законченным. Ставка кагана была перенесена в Монголию, в 841 г. кыргызы отправили на родину захваченную в плен китайскую принцессу Тайхэгунчжу, дочь императора Сянь-цзуна в сопровождении военного эскорта во главе с Дулюй Шихэ. Таким образом кыргызы пытались уведомить власти империи Тан, что власть в степи перешла к ним. Принцесса Тайхэ стала в этот момент важным объектом военной и дипломатической борьбы. Группа уйгуров во главе с Уге-ханом продолжила вести борьбу с кыргызами. Ими было перебито посольство Дулюй Шихэ, предводитель уйгуров объявил принцессу Тайхэ своей женой, попытавшись добиться признания от империи Тан. В ноябре 842 г. кыргызский генерал Табу-хэцзу прибыл в пограничную крепость воеводства Тяньдецзюнь с письмом от кыргызского кагана.
Согласно Ю.С. Худякову кыргызы отправили на поиски принцессы военный отряд, на тот момент кыргызам уже подчинялось пять племён — Аньси (Куча), Бэйтин (Бишбалык), дада (татары) и другие, однако данное утверждение было основано на письмах кыргызских послов к императору Китая, которые лишь выражали намеренья кыргызов завладеть бывшими уйгурскими территориями и северными районами Восточного Туркестана, и на данный момент не существуют найденных доказательств об успешном осуществлении кыргызами данных планов.
Уже в 842 г. кыргызам подчинялось часть районов Восточного Туркестана и татары в Восточной Монголии и к югу от пустыни Гоби. В 843 г. кыргызы возобновили военные действия в Восточном Туркестане. Войска кыргызов повторно заняли города Бишбалык и Куча, однако это едва не привело к военной конфронтации с империей Тан. В 844 г. кыргызы выбили уйгуров из районов р. Эдзин-Гол, в 847 г. погиб уйгурский каган Уге. По видимому, кыргызы не преследовали цели удержать под своей властью все те земли, которые были ими захвачены. В 848 г. уйгурский вождь Пан-лэ овладел Аньси, после чего объявил себя каганом. В 859—877 гг. уйгуры заняли Бэйтин, откуда их вождь Пугу совершил поход в Тибет. В 875 г. хэлочуаньские уйгуры заняли Приалашанье. Кыргызы продолжали вести дипломатические отношения с империей Тан, в 860—873 гг. кыргызские делегации трижды приезжали в Китай. В 863 г. кыргызский генерал Хэ И-нань-чжи предлагал захватить город Аньси и прилежащие земли. В конце IX в. кыргызы возобновляют свою экспансию в Восточном Туркестане. Ими были захвачены города Пенчул и Аксу, войска кыргызов дошли до Кашгара. Военные походы кыргызов в Восточный Туркестан были направлены против уйгуров, кыргызы поддерживали дружеские отношения с карлуками и Тибетом. В 904 г. кыргызы в союзе с тибетцами вмешались в междоусобицы империи Тан. В это время кыргызы контролировали значительную территорию в Восточном Туркестане от Кашгара до оз. Иссык-Куль. На протяжении всего XI в., полчища северных кочевников, возглавляемых кыргызами, совершали опустошительные походы против уйгуров в южном направлении.